# Procopio Serpotta
Procopio Serpotta (* 1679 in Palermo; † 1756 ebenda) war ein italienischer Bildhauer und Stuckateur des Spätbarock auf Sizilien.

## Leben
Procopio war Mitglied der in Palermo ansässigen Bildhauer- und Stuckatorenfamilie Serpotta. Sein Vater war Giacomo Serpotta, in dessen Werkstatt er ausgebildet wurde und an dessen Können er nahezu heranreichte. Procopio war ausschließlich in Palermo und der näheren Umgebung tätig. Oft arbeitete er mit anderen Familienmitgliedern zusammen, in einigen Fällen auch mit dem Architekten Giacomo Amato und dem Maler Antonio Grano. Einer seiner Schüler war Gaspare Firriolo. Neben rein ornamentalen Stuckarbeiten sind auch figürliche Vollplastiken von seiner Hand entstanden. Als sein bestes Werk gilt die Dekorationsarbeit im Oratorium Santa Caterina all’Olivella von 1719. Gegen Ende seines Lebens sank die Qualität seiner Arbeiten. Er war ein Enkel von Gaspare Serpotta (1634–1670), der als Marmorbildhauer und Plastiker tätig war. Giuseppe Serpotta war sein Onkel.

## Werke (Auswahl)
In Palermo
- Santa Teresa alla Kalsa (1702 mit Giuseppe Serpotta)
- Chiesa del Gesù drei Kapellen mit Giacomo 1704
- Chiesa della Vergine (1704)
- Oratorio Santa Caterina all’Olivella (1719)
- Madonna della Pietà. (1722 mit Giuseppe)
- San Giuseppe dei Teatini: Cappella di San Gioacchino (1724)
- Oratorio dell’Immacolatella mit Vincenzo Perez (1725)
- Chiesa dei Tre Re (1750) gemeinsam mit seinem Sohn Giovanni Maria (1737–1766)
- Chiesa dell’ Assunta nach 1710 mit Giacomo und Giuseppe
- San Giovanni dei Napoletani: Kapellen San Gennaro und Immacolata
- Santa Ninfa dei Crociferi: (1718 mit Giacomo)
- Oratorio del Sabato di Casa Professa: (nach 1715)

Außerhalb Palermos
- Sant’Agata al Monte (Monreale): 1709–1712
- Chiesa di San Vincenzo (Carini)
- SS. Annunziata (Caccamo): Stuckdekoration im Presbyterium